# Schmerlingplatz

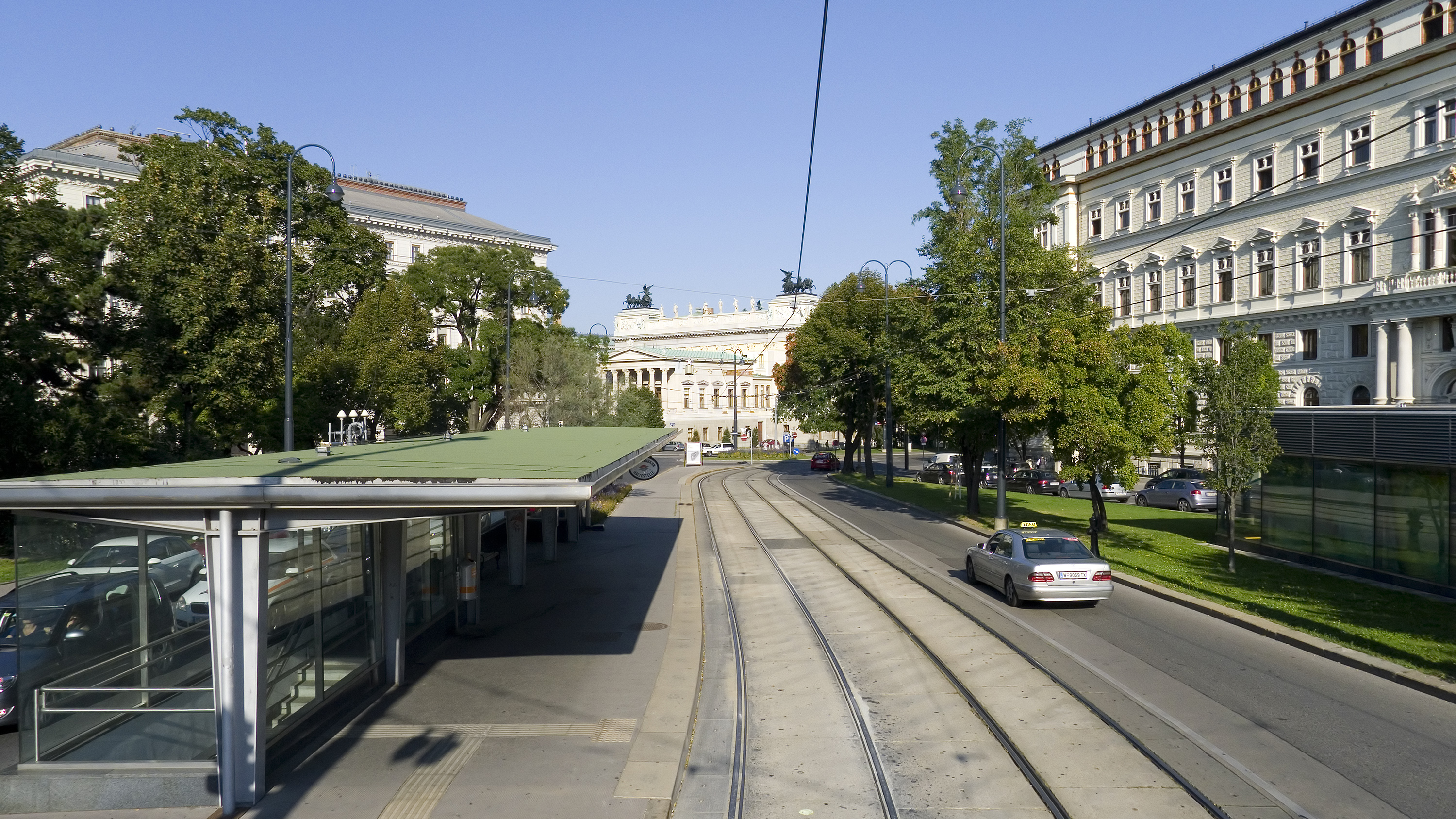
Der westliche Teil des Schmerlingplatzes

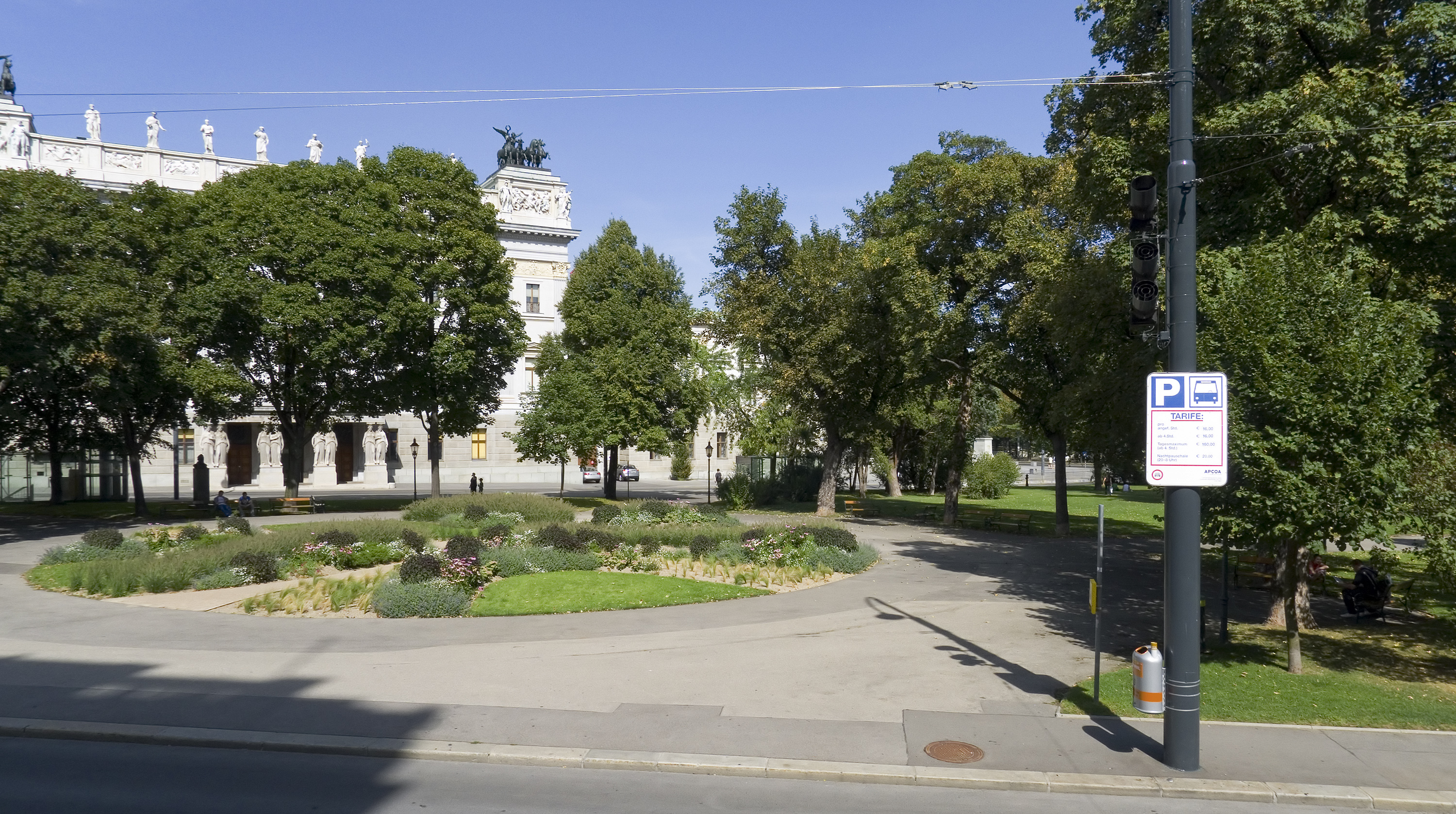
Der östliche Teil mit dem Grete-Rehor-Park

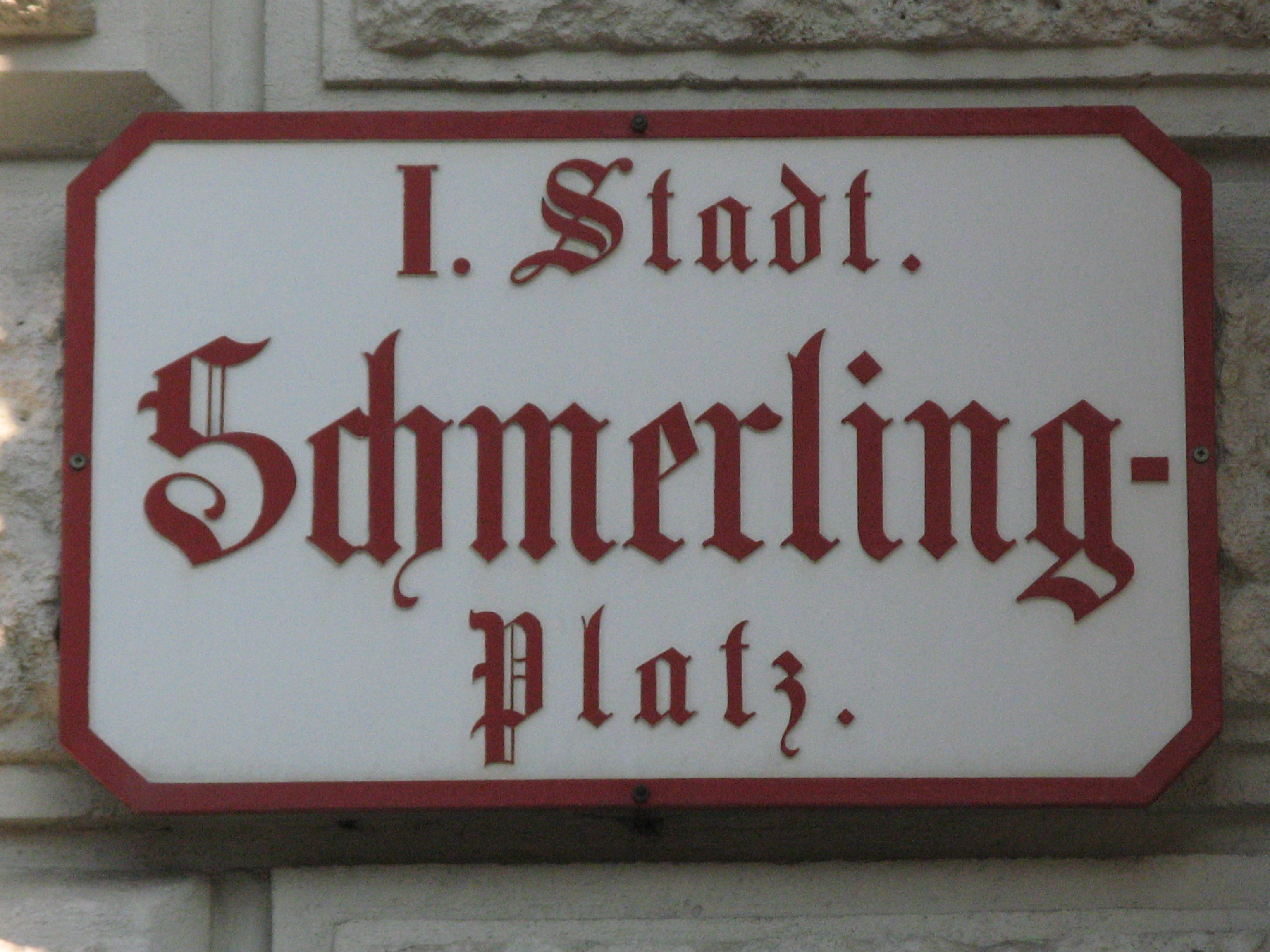
Straßentafel Schmerlingplatz

Der Schmerlingplatz befindet sich im 1. Wiener Gemeindebezirk, der Inneren Stadt. Er wurde 1893 nach dem Politiker Anton von Schmerling benannt.

## Geschichte
Das Gebiet des heutigen Schmerlingplatzes gehörte ursprünglich zur Vorstadt vor dem Widmertor. Ab dem 16. Jahrhundert war es Teil des Glacis vor den Wiener Stadtmauern. Im 19. Jahrhundert befand sich hier der Parade- und Exerzierplatz. 1870 wurde beschlossen, den Platz vor dem Palais Auersperg zu verbauen. 1873 entstand der Reichsratsplatz, der 1893 in Schmerlingplatz umbenannt wurde. Der Platz wurde von Architekt Karl Seidel entworfen und vom Stadtgärtner Gustav Sennholz gestaltet.
Ein Tiefpunkt in der Geschichte der Ersten Republik fand am 15. Juli 1927 auf dem Schmerlingplatz mit dem Wiener Justizpalastbrand statt. Die bürgerkriegsartigen Vorfälle wurden durch ein als skandalös empfundenes politisches Gerichtsurteil (das Schattendorfer Urteil) ausgelöst. Arbeiter protestierten auf der Wiener Ringstraße vor dem Parlament; sie wurden von der Polizei auf den nebenan liegenden Schmerlingplatz abgedrängt. Dort wurde der Justizpalast von Demonstranten in Brand gesteckt und gestürmt, während die Polizei in die Menge schoss und insgesamt 89 Menschen zu Tode kamen.
1995 wurde die Grünanlage zwischen Parlament und Justizpalast auf dem Schmerlingplatz Grete-Rehor-Park benannt. 2010 wurde ein kleiner Teil in der Mitte des Schmerlingplatzes in Leopold-Gratz-Platz umbenannt.

## Lage und Charakteristik

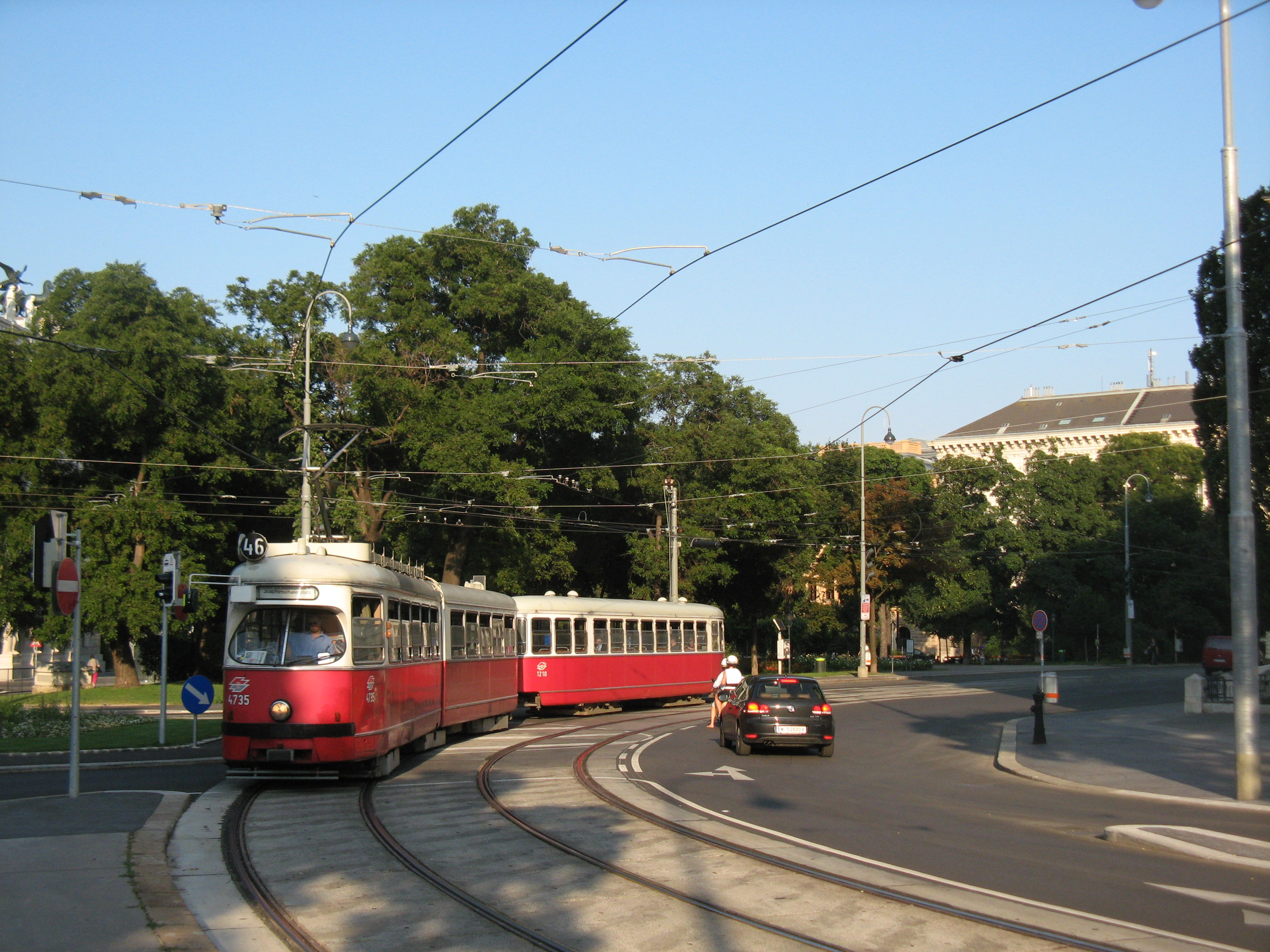
Schmerlingplatz mit Straßenbahnlinie 46

Der Schmerlingplatz ist ein großer unregelmäßiger Platz, der sich von einer Biegung des Dr.-Karl-Renner-Rings im Osten bis zur Auerspergstraße im Westen erstreckt. Der Platz selbst lässt sich annähernd in zwei Hälften teilen, die von Grünanlagen eingenommen werden. In der Mitte ragt der Justizpalast keilförmig in den Platz, der Kreisverkehr dort wurde als Leopold-Gratz-Platz eigens benannt. Über den Platz verkehrt die Straßenbahnlinie 46, am Rand fahren auch die Straßenbahnlinie 49 und die Autobuslinie 48A. Bei der Auerspergstraße befand sich bis 2003 ein Abgang zur U-Bahn-Linie U2 (nicht mehr bestehende U-Bahn-Station Lerchenfelder Straße).
Der Schmerlingplatz weist mehrere Denkmäler und eine Randverbauung mit bedeutenden Monumentalbauten im historistischen Stil, die zur Ringstraßenzone gehören, auf.

## Bauwerke

### Grete-Rehor-Park mit Denkmal der Republik
Die 1995 nach der Politikerin Grete Rehor benannte Grünanlage auf dem Schmerlingplatz liegt zwischen Parlament und Justizpalast. Der Park besteht aus zahlreichen Bäumen und mehreren Sitzbänken. An der schmalen Seite zur Ringstraße hin gelegen befindet sich das Republikdenkmal, das 1928 zum zehnjährigen Bestehen der Republik Österreich errichtet wurde. Dargestellt sind die drei sozialdemokratischen Politiker Jakob Reumann, Victor Adler und Ferdinand Hanusch, deren Büsten von Franz Seifert, Anton Hanak und Mario Petrucci geschaffen wurden. 1934 wurde das Denkmal von der Diktatur abgetragen, 1948 wurde es wieder aufgestellt.

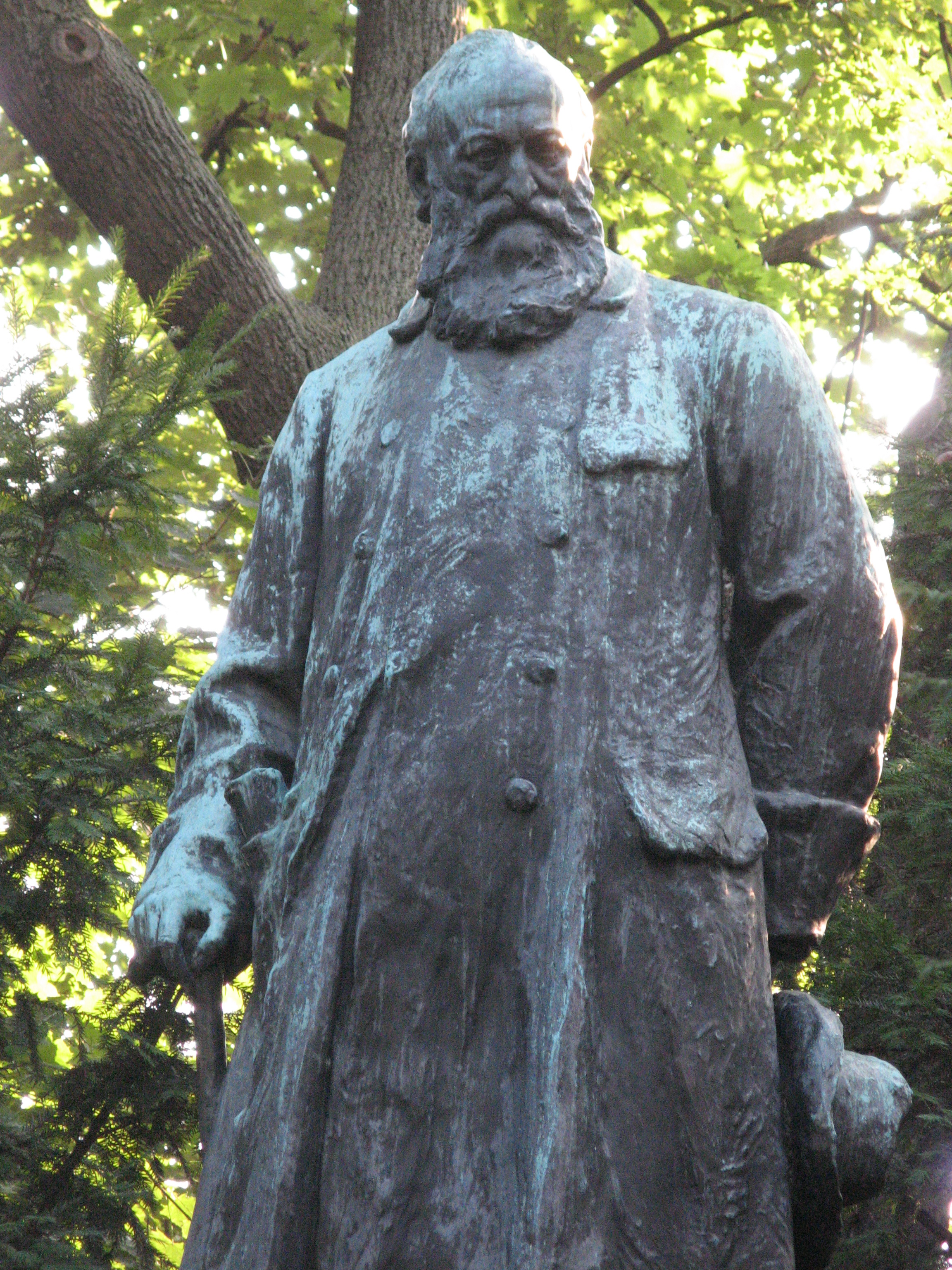
Anzengruber-Denkmal (1905)

An der Seite zum Parlament befindet sich eine Büste von Franz Xaver Gabelsberger, dem Erfinder der Stenografie. Sie wurde 1966 von Rudolf Schmidt-Rodaun in Bronze auf einer Granitstele geschaffen. Den Bezug des Denkmals zum Parlament bildet der Umstand, dass dort alle Plenarsitzungen mitstenografiert werden.

### Ludwig-Anzengruber-Denkmal
In der Grünanlage nahe der Auerspergstraße steht, dicht von Bäumen umschlossen, ein großes Denkmal für den österreichischen Volksdichter Ludwig Anzengruber. Die Bronzestatue steht auf einem Felsen, während davor die Figur des Steinklopferhannes, einer Gestalt aus der Feder Anzengrubers, sitzt. Das Denkmal wurde 1905 von Johann Scherpe geschaffen.
Nicht weit davon entfernt findet sich der Grundstein für ein Denkmal, das zum 300-jährigen Jubiläum des Entsatzes Wiens von den Türken 1983 geplant war. Es ist bisher aber über den Grundstein nicht hinausgekommen.

### Nr. 1–3: „Bartensteinblock“
Dieser Häuserblock war der erste freistehende Baublock, der im Rathausviertel verwirklicht wurde. Er wurde 1873–1874 von Josef Hudetz und Moritz Hinträger im strenghistoristischen Stil errichtet. Das Haus Schmerlingplatz 2 besitzt eine bemerkenswerte Einfahrt, die mit korinthischen Pilastern und Halbsäulen zum Stiegenhaus ausgestattet ist. Der Baublock liegt an der Ecke zur Bartensteingasse 1–5, weswegen er auch Bartensteinblock genannt wird.

### Nr. 4–5
Das strenghistoristische Doppelhaus wurde 1874–1875 von Heinrich Claus und Joseph Gross in Formen der Wiener Neorenaissance erbaut. Es besitzt Sockelarkaden und seichte Eckrisalite sowie Balkone und ist ortsteingequadert. Das Gebäude ist der Hinterseite des Parlaments (Reichsratsstraße) unmittelbar benachbart.

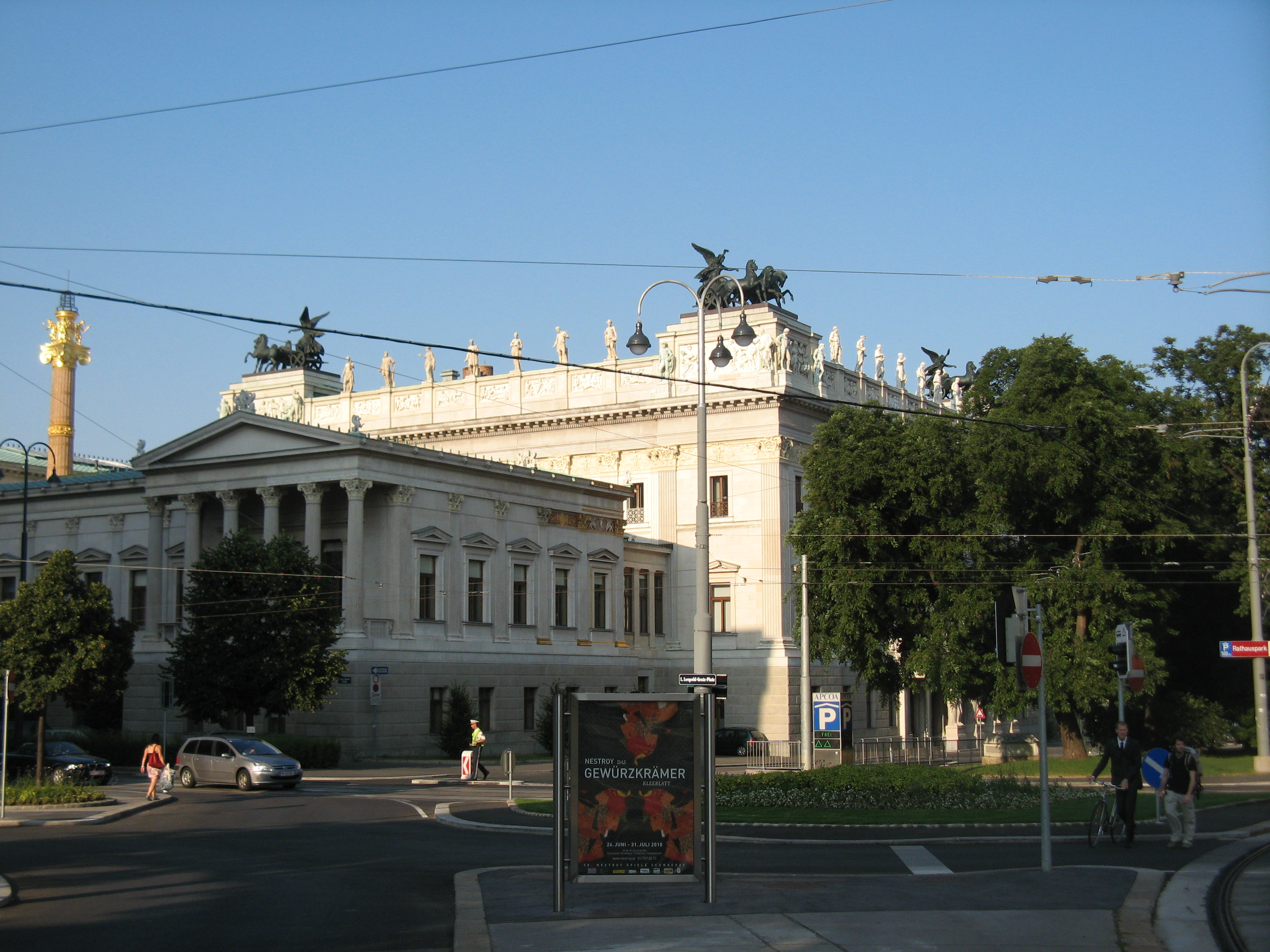
Schmerlingplatz mit Parlament

### Nr. 6: Parlament
Am Schmerlingplatz liegt die linke, südliche Seitenfassade des Parlamentsgebäudes, das 1871–1883 von Theophil von Hansen gestaltet wurde. Es ist einer der bedeutendsten Bauten der Ringstraßenzone und des Historismus in Wien. Die Vorderfront des Parlaments liegt am Dr.-Karl-Renner-Ring 3.

### Nr. 7: Palais Epstein
Das Palais Epstein wurde 1868–1871 von Theophil von Hansen für den Bankier Gustav Ritter von Epstein errichtet. Es ist in Formen der Wiener Neorenaissance gestaltet und befindet sich am Dr.-Karl-Renner-Ring 1. Das Gebäude enthält heute diverse Parlamentsbüros.

### Nr. 8–9
Das Doppelwohnhaus an der Ecke zur Hansenstraße 2–6 wurde 1870–1872 von Carl Schumann im Stil der Wiener Neorenaissance errichtet. Das Foyer des Hauses Schmerlingplatz 8 ist pilastergegliedert und besitzt eine Schmiedeeisenlaterne in der Kuppel. Vor dem Haus verkehren die Straßenbahnlinien 46 und 49.

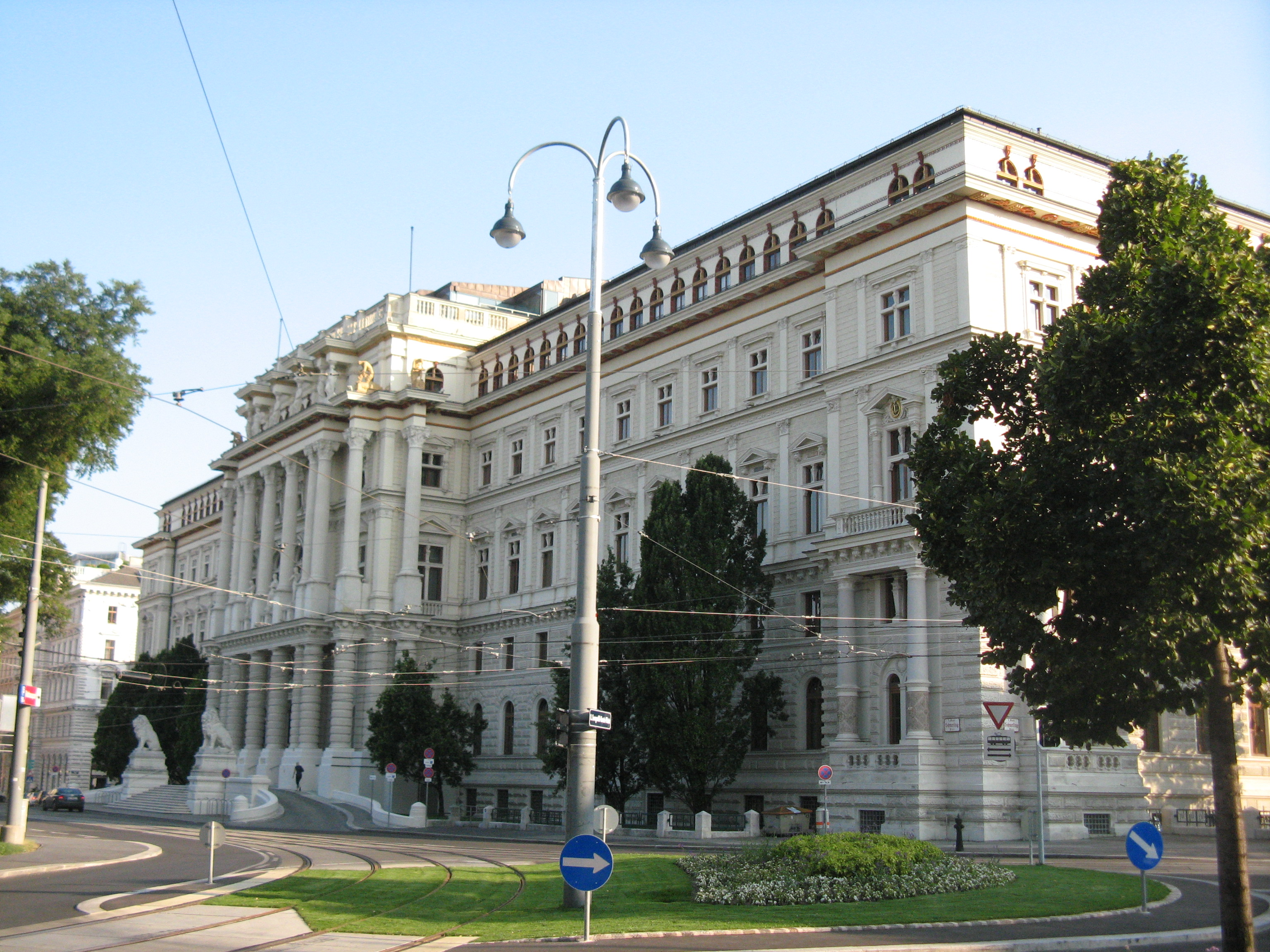
Justizpalast

### Nr. 10: Justizpalast
Der Justizpalast wurde 1875–1881 von Alexander Wielemans von Monteforte errichtet. Seine Hauptfassade weist zum Schmerlingplatz. Es handelt sich um ein Gebäude des italienischen Palasttypus in Formen der deutschen Renaissance. Nach den schweren Beschädigungen des Jahres 1927 wurden von Heinrich Ried 1928–1931 Veränderungen vor allem im Dachbereich und am Mittelrisalit vorgenommen. Die Hauptfassade weist zahlreiche Statuen und Figuren von Michael Drobil, Alfred Hofmann, Karl Stemolak und Theodor Stundl auf, die Auffahrt wird durch zwei monumentale Löwen von Emanuel Pendl flankiert. In der prächtigen Aula befindet sich über der Hauptstiege die Statue der Justitia, ebenfalls von Emanuel Pendl.
Das Gebäude ist Sitz des Obersten Gerichtshofs, der Generalprokuratur, des Oberlandesgerichts Wien, der Oberstaatsanwaltschaft Wien und des Landesgerichts für Zivilrechtssachen Wien. Der Hauptsitz des Justizministeriums befindet sich im Palais Trautson, dem Justizpalast westlich benachbart.